# PiTaPa

Come si utilizza la carta PiTaPa

Il PiTaPa (ピタパ?, Pitapa) è un sistema di bigliettazione funzionante con smart card contactless e di moneta elettronica utilizzato nella regione di Kansai (può essere utilizzato anche in alcune aree della Prefettura di Okayama, della Prefettura di Hiroshima e della Prefettura di Shizuoka) in Giappone.
Il nome PiTaPa è un acronimo di "Postpay IC for Touch and Pay".
Al 2007, la carta poteva essere utilizzata su 19 sistemi ferroviari e 11 linee di autobus, tra i quali la Metropolitana comunale di Osaka e il New Tram, le Ferrovie Keihan e le Ferrovie Hankyū.

## Storia
L'idea di introdurre un sistema di bigliettazione funzionante con smart card nella Regione di Kansai fu annunciata per la prima volta il 7 luglio 2001 nel corso della Surutto KANSAI Conference.
Inizialmente la Conference annunciò che nell'aprile 2002 si intendeva assegnare la gestione del sistema alla Hitachi Ltd. e alla JCB, ma nel luglio 2003 essa passò al Japan Research Institute e alla Sumitomo Mitsui Card Company.
Il nome "PiTaPa" fu reso pubblico il 25 febbraio 2003.
Dopo 4 mesi di applicazione in via sperimentale, il servizio iniziò ufficialmente il I agosto 2004, con tre società che vi partecipavano: le ferrovie Hankyu, Keihan e Nose.
Da allora, la rete si è continuamente accresciuta.
A partire dal 21 gennaio 2006, la PiTaPa può essere utilizzata sul sistema ICOCA.

## Descrizione
La PiTaPa è gestita dalla Surutto KANSAI Conference, assieme al sistema di bigliettazione con carta prepagata magnetica Surutto KANSAI. La Conference è costituita da società di trasporti e uffici che utilizzano il sistema ed è diretta da una società privata per conto della Surutto KANSAI.
A differenza della maggior parte degli altri sistemi di bigliettazione elettronica, tra i quali vi sono la Suica di JR East e la ICOCA di JR West, che funzionano sul principio del pagamento anticipato, la PiTaPa è una carda a pagamento posticipato.
L'uso della carta è addebitato sul conto del cliente e ogni mese l'importo dovuto è prelevato da un conto corrente bancario indicato dal cliente, come avviene per una carta di credito.
Per questo, per ottenere una carta PiTaPa, è necessaria una verifica dell'affidabilità creditizia del cliente e il credito disponibile è limitato.
Dal giugno 2006, le persone con più di 20 anni possono ottenere una carta garantita da un deposito al posto della verifica dell'affidabilità creditizia, anche se queste carte possono essere utilizzate solamente per pagare tariffe per i trasporti o in alcuni negozi, senza le funzioni di moneta elettronica di una normale carta di credito.
Come per Suica e ICOCA, la tecnologia su cui la PiTaPa si basa è il sistema di smart card FeliCa di Sony.

## Tipi di carte
"PiTaPa Basic Card" è il nome proprio delle carte PiTaPa emesse dalla Surutto KANSAI Conference.
La maggior parte delle società di trasporti della rete PiTaPa emette carte compatibili con la PiTaPa con il proprio marchio, da sole o in associazione con altre società.
Queste carte, chiamate "PiTaPa Affiliate Cards" dalla Surutto KANSAi Conference, sono solitamente incluse in carte di credito e forniscono servizi speciali o sconti offerti da altre società.
Per effetto dell'intensa attività di marketing delle Affiliate Card da parte delle singole società, nel 2006 le Basic Card rappresentavano solamente il 10-20% del totale di carte PiTaPa emesse.

## Società e enti che accettano la PiTaPa
Nel 2007, le seguenti società ed enti facevano parte della rete PiTaPa. La lista è in rapida e costante crescita e soggetta a modifiche.

### Ferrovie
| Nome della società                        | Nome della Affiliate Card             | Adesione alla rete PiTaPa |
| ----------------------------------------- | ------------------------------------- | ------------------------- |
| Ferrovie Hankyū                           | HANA PLUS Card*1                      | 1º agosto 2004            |
| Ferrovie Hankyū                           | STACIA Card                           | 1º ottobre 2007           |
| Ferrovie Nose                             | HANA PLUS Card*1                      | 1º agosto 2004            |
| Ferrovie Nose                             | STACIA Card                           | 1º ottobre 2007           |
| Ferrovie Keihan                           | e-kenet PiTaPa                        | 1º agosto 2004            |
| Ufficio municipale dei trasporti di Osaka | OSAKA PiTaPa                          | 1º febbraio 2006          |
| Ferrovie Hanshin                          | CoCoNet PiTaPa Card*1                 | 1º febbraio 2006          |
| Ferrovie Hanshin                          | STACIA Card                           | 1º ottobre 2007           |
| Monorotaia di Ōsaka                       | HANA PLUS Card*1                      | 1º febbraio 2006          |
| Monorotaia di Ōsaka                       | STACIA Card                           | 1º ottobre 2007           |
| Ferrovia Kita-Ōsaka Kyūkō                 | HANA PLUS Card*1                      | 1º febbraio 2006          |
| Ferrovia Kita-Ōsaka Kyūkō                 | STACIA Card                           | 1º ottobre 2007           |
| Ferrovie Nankai                           | Nankai Group Card minapita            | 1º luglio 2006            |
| Ferrovia Rapida Semboku                   | Nankai Group Card minapita            | 1º luglio 2006            |
| Kobe Rapid Railway                        | KOBE PiTaPa                           | 1º luglio 2006            |
| Kobe New Transit                          | KOBE PiTaPa                           | 1º luglio 2006            |
| Ferrovie Elettriche Sanyō                 | KOBE PiTaPa                           | 1º luglio 2006            |
| Rete tranviaria di Okayama                | (nessun marchio originale per PiTaPa) | 1º ottobre 2006           |
| Kobe Municipal Transportation Bureau      | KOBE PiTaPa                           | 1º ottobre 2006           |
| Ferrovia Espressa Hokushin                | KOBE PiTaPa                           | 1º ottobre 2006           |
| Ferrovie Kintetsu                         | KIPS PiTaPa                           | 1º aprile 2007            |
| Shintetsu                                 | KOBE PiTaPa                           | 1º aprile 2007            |
| Kyoto Municipal Transportation Bureau     | Kyoto+ OSAKA PiTaPa                   | 1º aprile 2007            |
| Shizuoka Railway                          | LuLuCa+PiTaPa                         | 1º settembre 2007         |

- *1: Questi nomi di Affiliate Card sono stati rinominati e uniti come "STACIA Card".

### Autobus
| Nome della società                    | Nome della Affiliate Card                    | Adesione alla rete PiTaPa |
| ------------------------------------- | -------------------------------------------- | ------------------------- |
| Osaka Municipal Transportation Bureau | OSAKA PiTaPa                                 | 1º febbraio 2006          |
| Hankyu Bus                            | HANA PLUS Card*1                             | 1º febbraio 2006          |
| Hankyu Bus                            | STACIA Card                                  | 1º ottobre 2007           |
| Shinki Bus & Shinki Zone Bus          | (nessun marchio originale per la PiTaPa)     | 1º febbraio 2006          |
| Osaka Airport Transport               | (nessun marchio originale per la PiTaPa)     | 1º ottobre 2006           |
| Okayama Electric Tramway              | (nessun marchio originale per la PiTaPa)     | 1º ottobre 2006           |
| Shimotsui Dentetsu                    | (nessun marchio originale per la PiTaPa)     | 1º ottobre 2006           |
| Ryobi Bus                             | (nessun marchio originale per la PiTaPa)     | 1º ottobre 2006           |
| Nara Kotsu                            | CI-CA (solo per Nara Kotsu e gli autobus NC) | 1º aprile 2007            |
| NC Bus                                | CI-CA (solo per Nara Kotsu e gli autobus NC) | 1º aprile 2007            |
| Shizutetsu Just Line                  | LuLuCa+PiTaPa                                | 1º settembre 2007         |
| Keihan Bus                            | e-kenet PiTaPa                               | 1º ottobre 2007           |
| Keihan Kyoto Kotsu                    | e-kenet PiTaPa                               | 1º marzo 2008             |
| Takatsuki City Transportation         | (nessun marchio originale per la PiTaPa)     | 1º aprile 2008            |
| Itami City Transportation             | (nessun marchio originale per la PiTaPa)     | 1º aprile 2008            |

- *1: Questi nomi di Affiliate Card sono stati rinominati e uniti come "STACIA Card".

### Altre carte
| Emettitore                | Nome della carta                                | Nome della società           |
| ------------------------- | ----------------------------------------------- | ---------------------------- |
| Surutto KANSAI Conference | PiTaPa Basic Card                               | Surutto KANSAI Conference    |
| Hankyu Hanshin Card       | Persona STACIA Card                             | Persona                      |
| Hankyu Hanshin Card       | Takarazuka Revue STACIA Card                    | Takarazuka Revue             |
| Hankyu Hanshin Card       | Hankyu Hanshin Dai-ichi Hotel Group STACIA Card | Hankyu Hanshin Hotels        |
| Hankyu Hanshin Card       | STACIA+sai-ca Card                              | Bank Of Ikeda                |
| All Nippon Airways        | ANA PiTaPa Card                                 | All Nippon Airways           |
| Sumitomo Mitsui Card      | Sumitomo Mitsui PiTaPa Card                     | Sumitomo Mitsui Card         |
| Nankai Electric Railway   | KANKU CLUB Card                                 | Kansai International Airport |
| Kansai Electric Power     | Happy e PiTaPa Card                             | Kansai Electric Power        |

### JR
La JR West possiede il proprio sistema ICOCA, che funziona sulla base di un pagamento anticipato.
La PiTaPa può essere utilizzata al posto di una carta ICOCA se l'utente carica anticipatamente denaro sulla carta.
Al 2009, la PiTaPa non poteva essere utilizzata con il sistema Suica della JR East, né la carta Suica con il sistema PiTaPa.
Questa incompatibilità ha causato confusione tra gli utenti che affermano che, da quando PiTaPa opera con il sistema ICOCA e da quando Suica e ICOCA sono (virtualmente) interscambiabili, PiTaPa deve essere accettata da JR East, sebbene ciò non avvenga.
Comunque, le società coinvolte annunciarono nel 2004 che i tre sistemi sarebbero stati integrati.